# Marquesado de Santa Cristina
El marquesado de Santa Cristina es un título nobiliario español que desde 1891 goza de grandeza de España. Fue concedido en el reinado de Alfonso XIII por la reina regente María Cristina, mediante Real Decreto del 17 de enero de 1887 y Real Despacho del 30 de junio siguiente, en favor de María de los Desamparados Bernaldo de Quirós y Muñoz, hija de José María Bernaldo de Quirós y González de Cienfuegos, VIII marqués de Campo Sagrado, y de María Cristina Muñoz y Borbón, su mujer, I marquesa de la Isabela, I vizcondesa de la Dehesilla, quien a su vez fue hija de la reina gobernadora María Cristina, viuda que fue del rey Fernando VII, y de Agustín Fernando Muñoz y Sánchez, su segundo marido, I duque de Riánsares.
Cuatro años después de la creación, la misma reina regente le concedió la grandeza de España por Real Decreto del 9 de marzo de 1891 y Real Despacho del 29 de marzo siguiente.

## Lista de marqueses de Santa Cristina
|                           | Titular                                              | Periodo                   |
| Creación por Alfonso XIII | Creación por Alfonso XIII                            | Creación por Alfonso XIII |
| ------------------------- | ---------------------------------------------------- | ------------------------- |
| I                         | María de los Desamparados Bernaldo de Quirós y Muñoz | 1887-1951                 |
| II                        | Rita Travesedo y Bernaldo de Quirós                  | 1955-1973                 |
| III                       | José María Allendesalazar y Travesedo                | 1975-1983                 |
| IV                        | Manuel María Allendesalazar y de la Cierva           | 1986-hoy                  |

## Historia genealógica
- María de los Desamparados Bernaldo de Quirós y Muñoz (1864-1951), I marquesa de Santa Cristina,[1] dama de la reina Victoria Eugenia.

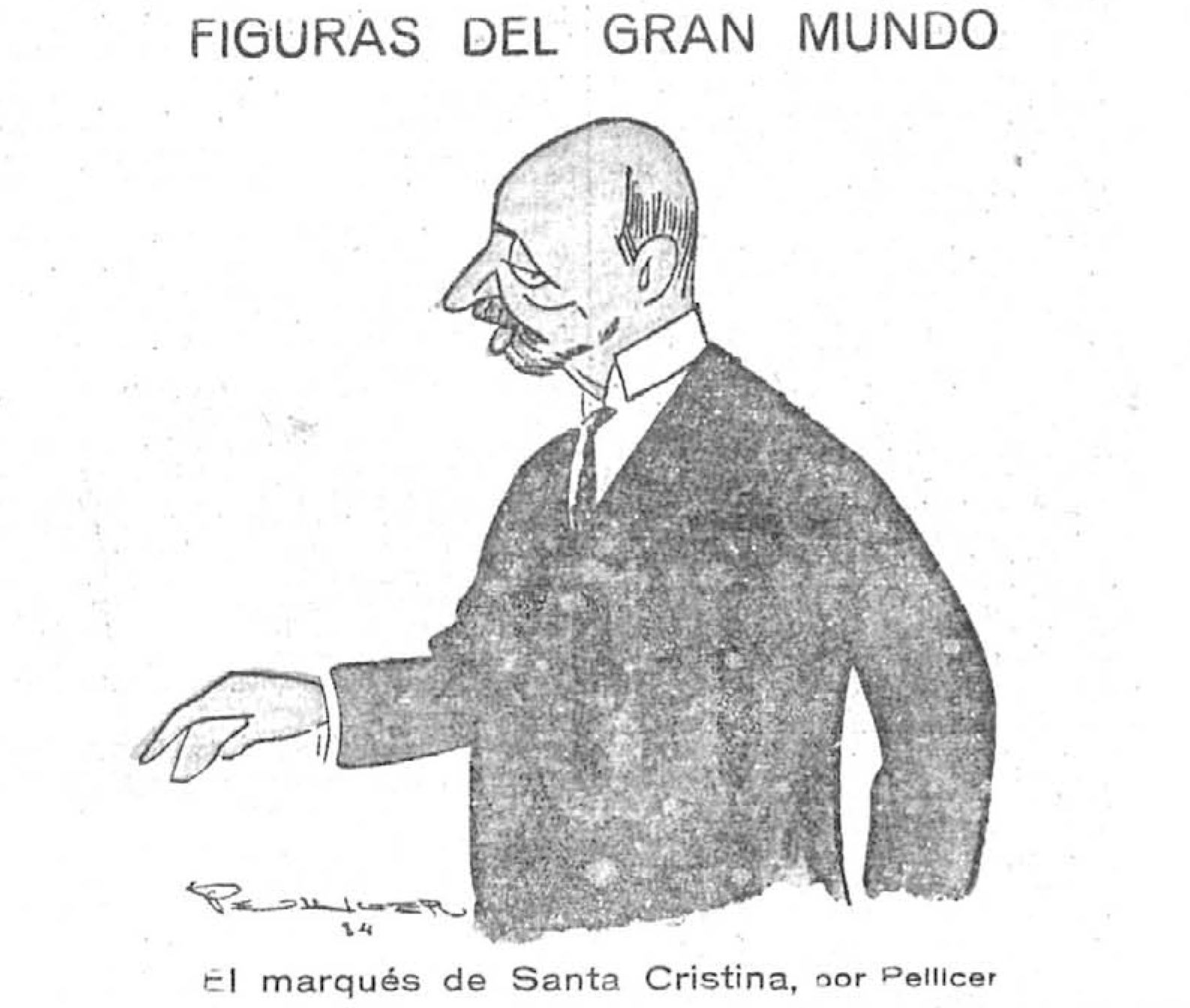
«Figuras del gran mundo, El marqués de Santa Cristina». De Pellicer (El Imparcial, 1924)

Casó, el 24 de enero de 1887, con Alejandro Travesedo y Fernández-Casariego, III marqués de Casariego, III vizconde de Tapia, gentilhombre de cámara del rey Alfonso XIII con ejercicio y servidumbre. Por carta del 20 de mayo de 1955 sucedió su hija
- Rita Travesedo y Bernaldo de Quirós (1888-1973), II marquesa de Santa Cristina.[1]

Casó, el 24 de enero de 1917, con Manuel Allendesalazar y Azpiroz, V conde de Montefuerte. Por carta del 24 de septiembre de 1975 sucedió su hijo
- José María Allendesalazar y Travesedo (1921-1983), III marqués de Santa Cristina,[1] IV marqués de Casariego, VI conde de Montefuerte y IV de Alpuente.

Casó, el 23 de junio de 1947, con Isabel de la Cierva y Osorio de Moscoso, hija de Antonio de la Cierva y Lewita, II conde de Ballobar y de María Rafaela Osorio de Moscoso y Pérez de Ansó, III duquesa de Terranova, XIV marquesa de Poza, VII condesa de Garcíez. Por real carta del 5 de marzo de 1986 sucedió su hijo
- Manuel María Allendesalazar y de la Cierva (1951-), IV marqués de Santa Cristina[1] y V marqués de Casariego.

Casó, el 10 de mayo de 1984, con Ana María de Mora y Gasch, hija de Alejandro de Mora y Aragón, VIII conde de la Rosa de Abarca, (hermano de Fabiola de Mora y Aragón, reina de los belgas) y de Ana María Gasch Bascuas.